# 농심
주식회사 농심(農心, Nongshim)은 대한민국의 식품 회사이다. 신춘호가 1965년 롯데공업(주)을 설립하였으며, 1978년 사명을 롯데공업(주)에서 (주)농심'으로 변경하였다. 1991년 ‘씨앗’의 형태를 딴 지금의 로고를 내놓았다. 2003년 지주회사 체제로 전환하며, 농심홀딩스의 자회사가 되었다. 2015년 말 농심의 자산규모는 2조 2,575억원, 매출액은 약 2조 1,816억원이었다.

## 연혁
- 1965년 9월: 롯데공업으로 설립
- 1967년 9월: 부산 동래공장 준공
- 1971년 12월: 새우깡 출시
- 1975년 9월: 창립 10주년
- 1976년 1월: 경기도 안양공장 준공
- 1976년 6월: 기업공개 공식 상장
- 1978년 3월: 사명을 롯데공업에서 농심으로 변경
- 1979년: 농심(♥農心) 구 로고 도입 (홍익대학교 권명광 교수의 작업)
- 1981년 3월: 미국 켈로그사와 합작으로 농심켈로그 설립
- 1981년 11월: 사발면 출시
- 1982년 1월: 서울사무소 설치
- 1982년 4월: 농심 안성공장 준공
- 1982년 11월: 너구리 출시
- 1983년 9월: 안성탕면 출시
- 1985년 3월: 1986년 서울 아시안 게임과 1988년 서울 하계 올림픽 공식 공급 업체 선정
- 1985년 9월: 창립 20주년
- 1986년 10월: 신라면 출시
- 1989년 8월: 큰사발 출시
- 1990년 3월: 농심 안성공장 대단위 라면스프 공장을 준공
- 1991년 1월: 농심 현 로고 도입[A]
- 1991년 9월: 경상북도 구미시에 구미공장 준공
- 1992년 5월: 충청남도 아산시에 아산공장 준공
- 1992년 9월: 미국 캠밸社과 개발을 한 야채주스 V8 출시
- 1993년 4월: 충청남도 아산시에 아산공장 대규모 증설 완료
- 1994년: 본사를 서울특별시 동작구 신대방동에서 서울특별시 용산구 청파동으로 이전
- 1995년 9월: 창립 30주년
- 1996년 3월: 독일 WILD(스위스 카프리썬 AG)사 기술제휴로 무색소 과일음료 카프리썬 수입판매제휴
- 1996년 9월: 본사를 서울특별시 용산구 서계동에서 서울특별시 동작구 신대방동으로 이전
- 1996년 9월: 상해농심식품유한공사 상해공장 준공
- 1997년 3월: 세계라면협회 가입
- 1997년 8월: 신라면큰사발이 98년 프랑스 월드컵이 공식지정상품이 되었다.
- 1998년 3월: 경기도 안성시에 카프리썬 전용 공장 준공
- 1998년 6월: 생산실명제 도입
- 2000년 10월: 중국 심양공장 준공
- 2000년 12월: 농심 5개 공장 통합 ISO 14001 인증 획득
- 2005년 7월: 미국 LA공장 준공
- 2005년 9월: 창립 40주년
- 2008년 9월: 중국 상해 금산공장 준공
- 2010년 4월: 러시아 블라디보스토크 사무소 개설
- 2014년 9월: PVM(Perfetti Van Melle)사와 전략적 제휴
- 2012년 3월: 2012 여수엑스포 공식후원 참여
- 2012년 3월: 프링글스 유통담당인 농심켈로그로 수입판매이관
- 2012년 12월: 백두산 백산수 출시
- 2014년 8월: 신라면 새로운 포장으로 재출시
- 2015년 5월: 농심이 라면 팜유에 튀기지 않는 발효숙성의 건면 연구개발
- 2015년 9월: 창립 50주년
- 2015년 10월: 백산수 신공장(연변) 준공
- 2015년 10월: 부산공장 FSSC22000 시스템 국제인증 취득
- 2016년 12월: 농심 "2018년 해외매출 연 1조원 달성"
- 2017년 12월: 일본의 아지노모도와 합작회사 제휴
- 2018년 1월: 아지노모도농심푸즈 평택공장 농심 포승물류센터 부지 착공
- 2018년 1월: 농심 70억 투자 미국 LA공장 증설
- 2018년 3월: 일본의 아지노모도 합작회사 아지노모도농심푸즈㈜ 설립
- 2018년 9월: 안성탕면 판매 35주년 맞이해 신제품 해물안성탕면 출시
- 2018년 11월: ㈜팩토리얼홀딩스 설립
- 2019년 2월: 해피라면 재출시
- 2019년 3월: SBS 라디오 캠페인 농심백산수와 함께하는 물은 생명이다 방영개시
- 2019년 9월: 농심이 2400억을 투자해 로스엔젤레스 제2공장 착공(2021년 완공)
- 2019년 11월: 유튜브 채널의 채널십오야와 라끼남 콘텐츠 협업 및 협찬
- 2020년 2월: 애니메이션 브레드 이발소와 콜라보 제품 협업
- 2020년 6월: E스포츠 프로게임단 팀 다이나믹스 인수
- 2021년 1월: 충북 CBS 계약 확정
- 2021년 3월: 농심 창업주 신춘호 명예회장 별세
- 2021년 7월: 신동원 농심그룹 회장 취임
- 2021년 8월: 신라면 출시35주년을 맞이해 소방청과 협업으로 세상을 울리는 안심 캠페인 진행 (소외계층에 주택용 화재경보기 보급)
- 2022년 8월: 구미 라면캠핑 페스티벌 개최
- 2023년 11월: 구미 라면 축제 개최
- 2025년 9월: 창립 60주년

## 생산 공장
- 안양공장: 생산라인(면, 스낵)
- 안성공장: 스프전문 생산시설, 생산라인(면, 음료)/켈로그 시리얼 생산시설, 생산라인 (시리얼,수입과자)
- 아산공장: 스낵 전문 생산시설, 농산물 저장가공 시설
- 구미공장: 초고속 자동화 생산라인(면, 스낵)
- 부산공장: 수출제품 전문생산, 생산라인(면, 스낵)[B]
- 녹산공장: 건면 전문 생산라인(냉면, 쌀면)
- 녹산수출공장: 수출제품 전문생산(라면) → 2026년 하반기 준공예정
- 평택공장: 즉석분말스프 생산라인(보노)
- 로스앤젤레스 공장: 미국 로스앤젤레스 소재. 캐나다, 멕시코 포함 아메리카 대륙 전체에 제품을 공급하며 쿠바는 제외.
- 로스앤젤레스 제2공장: 미국 로스앤젤레스 소재.
- 중국상해공장: 라면 생산
- 중국청도공장: 라면 원료 생산
- 중국심양공장: 라면과 스낵 생산(북한에 제품 공급)
- 중국연변공장: 먹는 샘물(백산수) 생산

## 계열사
농심그룹은 2003년 7월 1일, ㈜농심의 사업부문은 ㈜농심에 존속시키고, 투자부문은 신설 지주회사 ㈜농심홀딩스로 분리하였다.
- 농심홀딩스: 지주회사
- 율촌화학: 1973년 설립(포장, 필름, 판지, 전자소재)
- 메가마트: 대형할인점.
- 농심태경: 1979년 설립(식소재개발 생산. 농심의 스프 개발과 생산을 담당)
- 농심켈로그: 1981년 합작회사 설립(시리얼)
- 농심엔지니어링: 식품플랜트 엔지니어링
- 엔디에스(NDS): 1993년 설립 (정보시스템 개발 및 운영서비스. 농심그룹 및 대외 정보시스템 개발 및 운영)
- 농심기획: 1996년 설립(종합 광고 대행사. 농심 전 제품 광고 대행)
- 호텔농심: 1960년에 동래관광호텔으로 설립. 2002년 8월 ‘호텔농심’으로 사명을 변경. 2010년 5월 기준 특1등급.
- 농심개발: 2011년 설립(일동레이크 골프클럽을 인수)
- 농심미분: 곡분가공회사
- 농심캐피탈: 금융회사
- 율촌재단: 장학사업, 학술·문화·연구 지원사업, 청소년 교육 지원사업
- 팩토리얼홀딩스: 2018년 유통회사 설립(초음파 세척기 이지더블유)
- 아지노모도농심푸즈: 2017년 12월 21일 합작회사 설립(즉석분말스프 보노)
- 농심 이스포츠 : E-스포츠게임 사업(농심 레드포스)

## 주요 제품
라면제품, 스낵제품, 음료제품 등이 주요 제품이다.

### 면류
- 면의 제조방식 유형에 따라 유탕면, 건면(호화건면, 국수), 숙면(살균제품) 등으로 구분할 수 있다.
- 유탕면류: 신라면, 신라면블랙, 너구리, 짜파게티, 안성탕면, 오징어짬뽕, 사리곰탕면, 짜왕/짜왕매운맛/짜왕건면, 감자탕면, 찰비빔면, 맛짬뽕, 우육탕면, 모듬해물탕면, 무파마탕면, 육개장, 새우탕면, 튀김우동 큰사발, 감자면, 김치사발면, 참치마요, 양념치킨 큰사발면, 도토리 쫄쫄면, 배홍동비빔면
- 건면(국수): 야채라면, 둥지냉면, 멸치칼국수, 메밀소바, 떡국면, 드레싱누들, 얼큰 장칼국수, 건면새우탕면, 신라면건면, 백짬뽕, 짜파게티 더 블랙
- 숙면: 생생우동

### 스낵
- 새우깡, 양파링, 감자깡, 고구마깡, 양파깡, 꿀꽈배기, 닭다리, 바나나킥, 인디안밥, 포스틱, 자갈치, 조청유과, 벌집핏자, 벌집와플, 알새우칩, 오징어집, 수미칩, 포테토칩, 별따먹자, 쫄병스낵, 감자군것질, 누룽지칩, 미니츄러스, 프레첼, 오징어다리 달달구이, 옥수수깡, 감튀, 고메포테토,치킨 너겟

### 음료
- 백산수(중국산) , 웰치주스, 웰치스[C], 카프리썬, Campbell's V8, 파워오투, 오이오차, 릴랙스 쟈스민티(일본 이토엔에서 수입)

### 간편식
- 농심 냉동밥(단종), 쿡탐, 진짜 맛을 담은

### 기타
- 건강한쌀 프리믹스
- 베이킹파우더 (예정)
- 건강기능식품: 라이필

### 제휴 제품
제휴를 통해 생산·유통되는 제품으로 다음이 있다.
- 켈로그, 튤립햄, 바릴라, 츄파춥스, 하우스, 맥코믹, 아지노모도 (보노, 혼다시, 쿡두), 알쿠니아, 몰튼, 멘토스, Smucker's(폴저스 커피, 스머커스잼, Jif땅콩버터), 린트 & 슈프륀글리

백산수는 2025년에 단종 될 예정

## 상품명과 광고
농심은 기업 브랜드보다 개별 제품 브랜드를 중심으로 제품의 속성과 특징을 알리는 마케팅과 광고를 진행해왔다. 또한 신춘호 회장이 제시한 ‘광고가 제품을 앞서서는 안 된다.’라는 기준을 두고 있다. 신춘호 농심 회장이 제품이름과 광고컨셉 개발에 직접 참여하는 것으로 알려져 있다.

## 사업장 현황
- 본사 : 서울특별시 동작구 여의대방로 112 (신대방동)
- 부산지사 : 부산광역시 동래구 온천장로107번길 32 (온천동)

## 같이 보기
- 메가마트
- 농심그룹
- 신라면
- 오뚜기